# Campeonato mundial de hockey sobre patines femenino de 1998
El IV Campeonato mundial de hockey sobre patines femenino se celebró en Buenos Aires, Argentina, en noviembre de 1998.
En el torneo, realizado en Buenos Aires, participaron las selecciones de hockey de 14 países, repartidas en la primera ronda en 4 grupos.
La final del campeonato fue disputada por las selecciones de Argentina y Portugal. El partido lo ganó Argentina por 3 goles a 1.
En tanto, el equipo de Alemania obtuvo el tercer lugar al derrotar por 2:1 al seleccionado de Brasil.

## Equipos participantes
14 seleccionados nacionales participaron del torneo, de los cuales 4 equipos eran de América, 5 eran de Europa, 2 eran asiáticos, 2 de África y 1 de Oceanía.
| Alemania  | Brasil         | Inglaterra   | Portugal  |
| Argentina | Colombia       | Japón        | Sudáfrica |
| Angola    | Estados Unidos | Macao        |           |
| Australia | España         | Países Bajos |           |

## Desarrollo de la competición
El torneo consta de dos fases, una de liguillas por grupos, y otra de rondas eliminatorias. Para la primera fase, los catorce equipos se distribuirían en tres grupos, dos de cinco equipos y uno de cuatro.
Los dos primeros equipos de cada grupo pasan a cuartos de final. Los tres  terceros de cada grupo pasarían, según el ranking mundial, dos de ellos a completar en cuadro de los cuartos de final, que requiere de ocho equipos, y el tercero, pasaría a la segunda fase disputando las eliminatorias de 9.º a 12.º, junto a los tres clasificados en cuarta posición. Los dos clasificados en quinto lugar se jugarían el 13.º y 14.º a un único partido.

## Resultados

### Grupo A
| Equipo         | Pts | PJ | PG | PE | PP | GF | GC | Dif |
| -------------- | --- | -- | -- | -- | -- | -- | -- | --- |
| España         | 8   | 4  | 4  | 0  | 0  | 42 | 2  | 40  |
| Estados Unidos | 5   | 4  | 2  | 1  | 1  | 18 | 14 | 4   |
| Inglaterra     | 4   | 4  | 1  | 2  | 1  | 16 | 14 | 2   |
| Angola         | 3   | 4  | 1  | 1  | 2  | 5  | 15 | -10 |
| Sudáfrica      | 0   | 4  | 0  | 0  | 0  | 2  | 38 | -36 |

| España         | 9:0  | Estados Unidos |
| Inglaterra     | 2:2  | Angola         |
| Sudáfrica      | 0:16 | España         |
| Estados Unidos | 3:3  | Inglaterra     |
| Angola         | 0:8  | España         |
| Sudáfrica      | 1:11 | Estados Unidos |
| Inglaterra     | 9:0  | Sudáfrica      |
| Estados Unidos | 4:1  | Angola         |
| Angola         | 2:1  | Sudáfrica      |
| España         | 9:2  | Inglaterra     |

### Grupo B
| Equipo    | Pts | PJ | PG | PE | PP | GF | GC | Dif |
| --------- | --- | -- | -- | -- | -- | -- | -- | --- |
| Argentina | 5   | 3  | 2  | 1  | 0  | 10 | 3  | 7   |
| Portugal  | 5   | 3  | 2  | 1  | 0  | 7  | 2  | 5   |
| Alemania  | 2   | 3  | 1  | 0  | 2  | 6  | 6  | 0   |
| Japón     | 0   | 3  | 0  | 0  | 3  | 2  | 14 | -12 |

| Argentina | 2:2 | Portugal  |
| Alemania  | 5:2 | Japón     |
| Portugal  | 2:0 | Alemania  |
| Japón     | 1:6 | Argentina |
| Portugal  | 3:0 | Japón     |
| Argentina | 2:1 | Alemania  |

### Grupo C
| Equipo       | Pts | PJ | PG | PE | PP | GF | GC | Dif |
| ------------ | --- | -- | -- | -- | -- | -- | -- | --- |
| Brasil       | 8   | 4  | 4  | 0  | 0  | 41 | 4  | 37  |
| Países Bajos | 6   | 4  | 3  | 0  | 1  | 25 | 10 | 15  |
| Colombia     | 4   | 4  | 2  | 0  | 2  | 19 | 15 | 4   |
| Australia    | 2   | 4  | 1  | 0  | 3  | 18 | 33 | -15 |
| Macao        | 0   | 4  | 0  | 0  | 4  | 4  | 45 | -41 |

| Brasil       | 7:4  | Países Bajos |
| Colombia     | 8:3  | Australia    |
| Macao        | 0:10 | Brasil       |
| Países Bajos | 2:1  | Colombia     |
| Australia    | 14:2 | Macao        |
| Brasil       | 15:0 | Australia    |
| Macao        | 11:1 | Países Bajos |
| Brasil       | 9:0  | Colombia     |
| Australia    | 1:8  | Países Bajos |
| Colombia     | 10:1 | Macao        |

## Fase final
|  | Cuartos de final | Cuartos de final |           |          | Semifinales  | Semifinales  |  |  | Final | Final |
|  |                  |                  |           |          |              |              |  |  |       |       |
|  |                  |                  |           |          |              |              |  |  |       |       |
|  |                  |                  |           |          |              |              |  |  |       |       |
|  | Argentina        | 6                |           |          |              |              |  |  |       |       |
|  | Argentina        | 6                |           |          |              |              |  |  |       |       |
|  | Estados Unidos   | 1                |           |          |              |              |  |  |       |       |
|  | Estados Unidos   | 1                | Argentina | 6        |              |              |  |  |       |       |
|  |                  |                  | Argentina | 6        |              |              |  |  |       |       |
|  |                  | Alemania         | 1         |          |              |              |  |  |       |       |
|  | Países Bajos     | Alemania         | 1         | 0        |              |              |  |  |       |       |
|  | Países Bajos     |                  |           | 0        |              |              |  |  |       |       |
|  | Alemania         | 3                |           |          |              |              |  |  |       |       |
|  | Alemania         | 3                | Argentina | 3        |              |              |  |  |       |       |
|  |                  |                  | Argentina | 3        |              |              |  |  |       |       |
|  |                  | Portugal         | 1         |          |              |              |  |  |       |       |
|  | Brasil           | Portugal         | 1         | 12       |              |              |  |  |       |       |
|  | Brasil           |                  |           | 12       |              |              |  |  |       |       |
|  | Colombia         | 0                |           |          |              |              |  |  |       |       |
|  | Colombia         | 0                | Brasil    | 2 (3)    | Tercer lugar | Tercer lugar |  |  |       |       |
|  |                  |                  | Brasil    | 2 (3)    |              |              |  |  |       |       |
|  |                  | Portugal         | 2 (4)     |          |              |              |  |  |       |       |
|  | España           | Portugal         | 2 (4)     | 0 (1)    | Brasil       | 1            |  |  |       |       |
|  | España           |                  |           | 0 (1)    | Brasil       | 1            |  |  |       |       |
|  | Portugal         | 0 (2)            |           | Alemania | 2            |              |  |  |       |       |
|  | Portugal         | 0 (2)            |           |          | 2            |              |  |  |       |       |
|  |                  |                  |           |          |              |              |  |  |       |       |
|  |                  |                  |           |          |              |              |  |  |       |       |

## Clasificación final
| Posición | Equipos        |
| -------- | -------------- |
|          | Argentina      |
|          | Portugal       |
|          | Alemania       |
| 4        | Brasil         |
| 5        | España         |
| 6        | Países Bajos   |
| 7        | Estados Unidos |
| 8        | Colombia       |
| 9        | Inglaterra     |
| 10       | Japón          |
| 11       | Angola         |
| 12       | Australia      |
| 13       | Macao          |
| 14       | Sudáfrica      |